# قصر الشيخ عيسى
قصر الشيخ عيسى هو قصر يقع في مدينة الرفاع الغربي بالبحرين. القصر يقع إلى الشمال الشرقي من قصر الروضة.